# دييغو دايز
دييغو دايز (بالإسبانية: Diego Díez)‏ هو مبارز بالسيف إسباني، ولد في 15 ديسمبر 1896 في مدريد في إسبانيا، وتوفي في 1 سبتمبر 1936.

## وصلات خارجية
- دييغو دايز على موقع أوليمبيديا (الإنجليزية)